# Dhrangadhra
Dhrangadhra là một thành phố và khu đô thị của quận Surendranagar thuộc bang Gujarat, Ấn Độ.

## Địa lý
Dhrangadhra có vị trí 22°59′B 71°28′Đ / 22,98°B 71,47°Đ Nó có độ cao trung bình là 64 mét (209 feet).

## Nhân khẩu
Theo điều tra dân số năm 2001 của Ấn Độ, Dhrangadhra có dân số 70.653 người. Phái nam chiếm 54% tổng số dân và phái nữ chiếm 46%. Dhrangadhra có tỷ lệ 68% biết đọc biết viết, cao hơn tỷ lệ trung bình toàn quốc là 59,5%: tỷ lệ cho phái nam là 75%, và tỷ lệ cho phái nữ là 59%. Tại Dhrangadhra, 12% dân số nhỏ hơn 6 tuổi.